# NGC 110
NGC 110 è un piccolo ammasso aperto che conta circa una ventina di stelle, situato nella costellazione di Cassiopea.

## Descrizione
L'ammasso ha un'età di circa 900 milioni di anni.
Secondo la classificazione degli ammassi aperti introdotta da Robert Trumpler, NGC 110 appartiene alla classe IV1p, in quanto contiene meno di 50 stelle (lettera "p"), con una debole concentrazione (IV) e con le magnitudini ripartite in un intervallo ristretto (1).
È da notare che non è chiaro se i membri di questo ammasso siano fisicamente collegati tra loro e se si tratti di un vero raggruppamento di stelle. Si tratta di un oggetto appena visibile rispetto allo sfondo e la ventina di stelle che ne fanno parte sembrano essere situate a distanze diverse. Qualora si tratti di un raggruppamento reale, si troverebbe ad almeno 2.000 anni luce di distanza.

## Scoperta
L'ammasso NGC 110 è stato scoperto il 29 ottobre 1831 dall'astronomo britannico John Herschel.